# Necropoli di Pompei
Le necropoli di Pompei, come previsto dalle leggi romane, sorgevano al di fuori delle mura, in prossimità delle porte d'ingresso alla città: a Pompei sono state esplorate sei necropoli, alcune di piccole dimensioni, altre, come quella di Porta Ercolano, di Porta Nocera e del Fondo Pacifico contenenti un maggior numero di tombe.

## Necropoli di Porta Ercolano

### Area 1
| Pos. | Foto | Nome                                                         | Descrizione | Note |
| ---- | ---- | ------------------------------------------------------------ | ----------- | ---- |
| 1    | -    | Tomba in costruzione                                         | -           |      |
| 2    | -    | Tomba di T. Terentius Felix Maior                            | -           |      |
| 3    | -    | Tomba senza nome                                             | -           |      |
| 4    | -    | Tomba senza nome                                             | -           |      |
| 5    | -    | Tomba di Curtius N. F. Spurianus                             | -           |      |
| 6    | -    | Tomba delle Ghirlande                                        | -           |      |
| 7    | -    | Tomba senza nome                                             | -           |      |
| 7A   | -    | Sepoltura senza nome                                         | -           |      |
| 8    |      | Tomba del Vaso di Vetro Blu                                  | -           |      |
| 9    |      | Tomba senza nome (sedile pubblico per la tomba del Vaso blu) | -           |      |
| 10   |      | Bottega                                                      | -           |      |
| 11   |      | Bottega di carri                                             | -           |      |
| 13   | -    | Bottega                                                      | -           |      |
| 14   | -    | Bottega                                                      | -           |      |
| 15A  | -    | Tomba sannitica                                              | -           |      |
| 16   | -    | Thermopolium                                                 | -           |      |
| 17   | -    | Bottega                                                      | -           |      |
| 18   | -    | Bottega                                                      | -           |      |
| 19   | -    | Bottega                                                      | -           |      |
| 20   | -    | Bottega                                                      | -           |      |
| 20A  | -    | Cisterne                                                     | -           |      |
| 21   | -    | Bottega                                                      | -           |      |
| 22   | -    | Bottega                                                      | -           |      |
| 23   | -    | Bottega                                                      | -           |      |
| 24   | -    | Bottega                                                      | -           |      |
| 25   | -    | Bottega                                                      | -           |      |
| 26   | -    | Bottega                                                      | -           |      |
| 27   | -    | Bottega                                                      | -           |      |
| 28   | -    | Bottega                                                      | -           |      |
| 29   | -    | Vasaio                                                       | -           |      |
| 30   | -    | Vasaio                                                       | -           |      |
| 31   | -    | Sepoltura senza nome                                         | -           |      |
| 32   | -    | Tomba senza nome                                             | -           |      |
| 33   | -    | Tomba senza nome                                             | -           |      |
| 34   | -    | Tomba di Lucius Caltilius                                    | -           |      |
| 35   | -    | Tomba in costruzione                                         | -           |      |
| 36   | -    | Tomba in costruzione                                         | -           |      |
| 37   |      | Tomba degli Allei                                            | -           |      |
| 38   | -    | Tomba di M. Popidius                                         | -           |      |
| 39   | -    | Tomba dei Cei                                                | -           |      |
| 40   | -    | Tomba di Salvius                                             | -           |      |
| 41   | -    | Tomba di N. Velasius Gratus                                  | -           |      |
| 42   | -    | Tomba di M. Arrius                                           | -           |      |
| 43   | -    | Tomba di P. Sittius Diophantus                               | -           |      |
| 44   | -    | Tomba a cappuccina                                           | -           | -    |
| 45   | -    | Tomaba sannitica                                             | -           | -    |

### Area 3
| Pos. | Foto | Nome                                        | Descrizione | Note |
| ---- | ---- | ------------------------------------------- | ----------- | ---- |
| 1    | -    | Tomba di M. Cerrinius Restitutus            | -           |      |
| 2    | -    | Tomba di Aulus Veius                        | -           |      |
| 3    | -    | Tomba di M. Porcius                         | -           |      |
| 4    | -    | Tomba di Mamia                              | -           |      |
| 4A   |      | Tomba della Gens Istacidia                  | -           |      |
| 4B   | -    | Tomba senza nome                            | -           |      |
| 4C   | -    | Sepolcro dei Comici Pompeiani               | -           |      |
| 4D   | -    | Sepolcro dei Bestiami                       | -           |      |
| 4E   | -    | Tomba dei Buccii e dei Melissaei            | -           |      |
| 5    | -    | Bottega                                     | -           |      |
| 7    | -    | Thermopolium                                | -           |      |
| 8    | -    | Bottega                                     | -           |      |
| 9    | -    | Bottega                                     | -           |      |
| 10   | -    | Bottega                                     | -           |      |
| 11   | -    | Bottega                                     | -           |      |
| 12   | -    | Bottega                                     | -           |      |
| 13   | -    | Bottega                                     | -           |      |
| 14   | -    | Thermopolium                                | -           |      |
| 15   | -    | Bottega                                     | -           |      |
| 16   | -    | Tomba di Tyche                              | -           |      |
| 17   | -    | Tomba di N. Festius Ampliatus               | -           |      |
| 18   | -    | Tomba di C. Fabius Secundus                 | -           |      |
| 19   | -    | Tomba senza nome                            | -           |      |
| 20   |      | Tomba di C. Calventius Quietus              | -           |      |
| 21   | -    | Tomba di N. Istacidius Helenus              | -           |      |
| 22   |      | Tomba di Naevoleia Tyche                    | -           |      |
| 23   | -    | Triclinio funebre di Cn. Vibrius Saturninus | -           |      |

### Area esterna
| Pos. | Foto | Nome              | Descrizione | Note |
| ---- | ---- | ----------------- | ----------- | ---- |
| -    | -    | Villa di Diomede  | -           |      |
| -    |      | Villa dei Misteri | -           |      |

## Necropoli di Porta Vesuvio
| Pos. | Foto | Nome                           | Descrizione | Note |
| ---- | ---- | ------------------------------ | --- | ---- |
| I    |      | Tomba di M. Veius Marcellus    | Costruita in posizione rivolta verso la città, era ancora in fase di completamento al momento dell'eruzione del Vesuvio del 79; sulla facciata principale un'epigrafe in marmo riporta il nome di Marco Veio Marcello, a cui era dedicata. |      |
| J    |      | Tomba di C. Vestorio Prisco    | Ottimamente conservata, è protetta da un muro che internamente è completamente affrescato con raffigurazioni di elementi architettonici, frutti, stoviglie su un tavolo e una fontana; il corpo centrale termina con un blocco in marmo decorato con figure intagliate ed un'epigrafe che riporta alcune informazioni sul defunto, mentre la parte sottostante è anch'essa decorata con affreschi. |      |
| K    |      | Tomba di Arellia Tertulla      | Si tratta di una tomba a schola, ossia a forma semicircolare, caratterizzata alle estremità da una scultura a zampa di leone; al centro si erge una colonna, con alla base un'epigrafe in marmo. |      |
| L    |      | Tomba di Septumia              | È costituita semplicemente da un blocco, sul quale è posto una piccola epigrafe e sormontata da una colonna. |      |
| SC   | -    | Cippo di Titus Suedius Clemens | Cippo funerario; sulla dedica al defunto viene fatto riferimento alla rei publicae Pompeianorum: fu grazie a questi elementi che durante gli scavi archeologici si intuì che si stava esplorando l'antica Pompei e non Stabiae. |      |

## Necropoli di Porta Nola
| Pos. | Foto | Nome                            | Descrizione | Note |
| ---- | ---- | ------------------------------- | --- | ---- |
| G    | -    | Tomba di Aesquillia Polla       | È una tomba a schola, con epigrafe in marmo nel blocco della parte centrale, sormontata da una colonna di ordine ionico, la quale termina con un'anfora decorata nei lati da piccoli tridenti in ferro.                                                                                             |      |
| H    | -    | Tomba di Dioniso                | È una tomba a schola ed è così chiamata poiché la persona sepolta al suo interno era stata iniziata ai misteri di Dioniso: dalla forma semicircolare, presenta alle estremità le classiche decorazione a zampa di leone; al centro è un altare che presenta i lati decorati con alcuni altorilievi. |      |
| I    | -    | Tomba senza nome                | Di identificazione ancora incerta, potrebbe essere stata un semplice luogo di sepoltura o una zona dove veniva bruciate le pire funerarie. |      |
| OF   | -    | Tomba di Marcus Obellius Firmus | Si tratta di un luogo di sepoltura protetto da un muro perimetrale sulla cui facciata principale è posta un'epigrafe con le generalità del defunto, mentre lungo le altre pareti sono presenti sia dei graffiti che resti di intonaco.                                                              |      |

## Necropoli del Fondo Pacifico

### Area Nord
| Pos. | Foto | Nome                       | Descrizione | Note |
| ---- | ---- | -------------------------- | ----------- | ---- |
| A    | -    | Tomba A                    | -           |      |
| B    | -    | Tomba B                    | -           |      |
| C    | -    | Tomba C                    | -           |      |
| D    | -    | Tomba di Caecilia Agathia  | -           |      |
| E    | -    | Tomba di Novia Amoena      | -           |      |
| F    | -    | Tomba di C. Veranius Rufus | -           |      |
| G    | -    | Tomba G                    | -           |      |
| H    | -    | Tomba di Blaesia Nica      | -           |      |
| I    | -    | Tomba di M. Lollius Nicia  | -           |      |

### Area Sud
| Pos. | Foto | Nome                             | Descrizione | Note |
| ---- | ---- | -------------------------------- | ----------- | ---- |
| A    | -    | Tomba di L. Nonius Celer         | -           |      |
| B    | -    | Tomba di L. Calventius Staphylus | -           |      |
| C    | -    | Tomba C                          | -           |      |
| D    | -    | Tomba di C. Auficius Clemens     | -           |      |
| E    | -    | Tomba di Valentinus              | -           |      |
| F    | -    | Tomba di Asia                    | -           |      |
| G    | -    | Tomba di Calidia Aucta           | -           |      |
| H    | -    | Tomba H                          | -           |      |

### Area Esterna
| Pos. | Foto | Nome                         | Descrizione | Note |
| ---- | ---- | ---------------------------- | ----------- | ---- |
| 1    | -    | Tomba di Alfiae Servillae    | -           |      |
| 2    | -    | Tomba di Apuleius            | -           |      |
| 3    | -    | Tomba 3                      | -           |      |
| 4    | -    | Tomba di Caesius             | -           |      |
| 5    | -    | Tomba di P. Mancius Diogenes | -           |      |
| 6    | -    | Tomba 6                      | -           |      |

## Necropoli di Porta Nocera
| Pos. | Foto | Nome                       | Descrizione | Note |
| ---- | ---- | -------------------------- | ----------- | ---- |
| -    |      | Tombe dell'area nord-est   | -           |      |
| -    |      | Tombe dell'area sud-est    | -           |      |
| -    |      | Tombe dell'area sud-ovest  | -           |      |
| -    |      | Tombe dell'area nord-ovest | -           |      |
| -    | -    | Cippo di Suedius Clemens   | -           |      |

## Necropoli di Porta Stabia
| Pos. | Foto | Nome                           | Descrizione | Note |
| ---- | ---- | ------------------------------ | --- | ---- |
| D/H  | -    | Tomba di Marucus Tullius       | Tomba a schola con decorazioni ad altorilievi alle estremità della parte semicircolare.                                   |      |
| F/G  | -    | Tomba di Marcus Alleius Minius | Tomba a schola con grossa scritta scolpita lungo la parte semicircolare, la quale termina con decorazioni ad altorilievi. |      |

## Altre tombe
| Pos. | Foto | Nome                        | Descrizione | Note |
| ---- | ---- | --------------------------- | --- | ---- |
| -    | -    | Tombe PSPN                  | Si tratta di una serie di epitaffi scolpiti lungo le mura cittadine, in una zona compresa tra Porta Sarno e Porta Nola, nelle cui vicinanze sono state ritrovate trentotto urne cinerarie contenenti resti di cremazione: si presume che sia un tipo di necropoli dedicata agli abitanti più poveri di Pompei. |      |
| -    | -    | Tomba di Cn Clovatius       | Non si conosce la posizione precisa della tomba, che dovrebbe essere nei pressi di Porta Stabia e di cui è stata ritrovata solo parte di un'epigrafe. |      |
| -    | -    | Tomba dei Gladiatori        | Non si conosce la posizione precisa della tomba, che dovrebbe essere nei pressi di Porta Stabia e di cui è stata ritrovata solo parte di un'epigrafe, decorata con altorilievi con gladiatori. |      |
| -    | -    | Necropoli di Fondo Azzolini | Scoperta nel 1911 nei pressi di Porta Stabia, contiene quarantaquattro sepolture ad inumazione, risalenti al II secolo a.C., all'interno delle quali sono state ritrovare monete e gioielli e centodiciannove sepolture di epoca romane, tutta a cremazione.                                                   |      |
| -    | -    | Tomba senza nome            | Poche testimonianze su una tomba, nei pressi di Porta Stabia, a schola. |      |